# Hapoel Acre Football Club
El Hapoel Acre Football Club es un club de fútbol israelí de la ciudad de Acre. Fue fundado en 1946 y juega en la Liga Leumit.